# Ládano

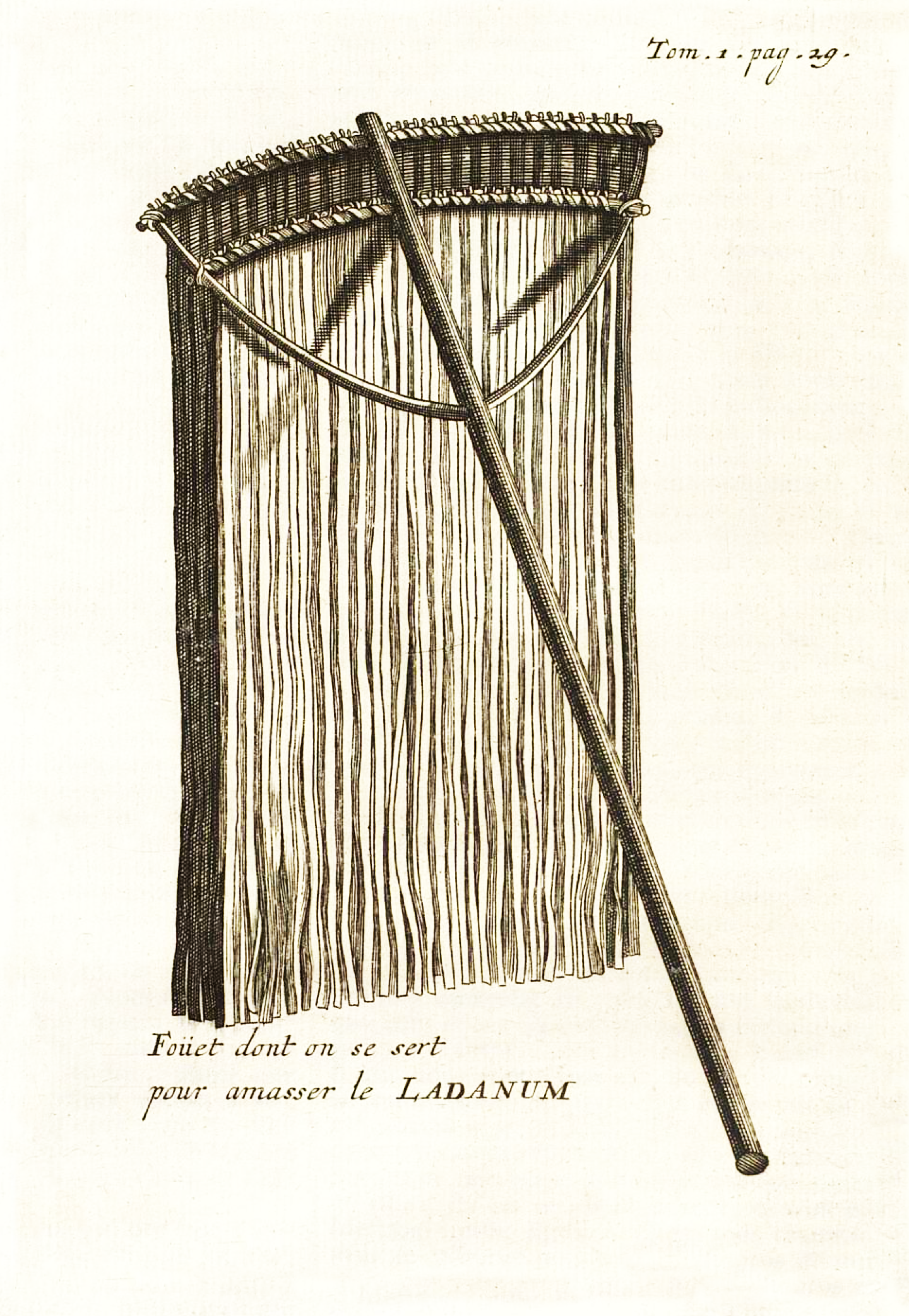
Chicote usado para coletar ládano (Tournefort, 1718, Voyage of the Levant)

Ládano ou lábdano é uma resina marrom pegajosa obtida dos arbustos Cistus ladanifer (Mediterrâneo ocidental) e Cistus creticus (Mediterrâneo oriental), espécies de esteva. Foi historicamente usado na fitoterapia e ainda é usado na preparação de alguns perfumes e vermutes.

## História

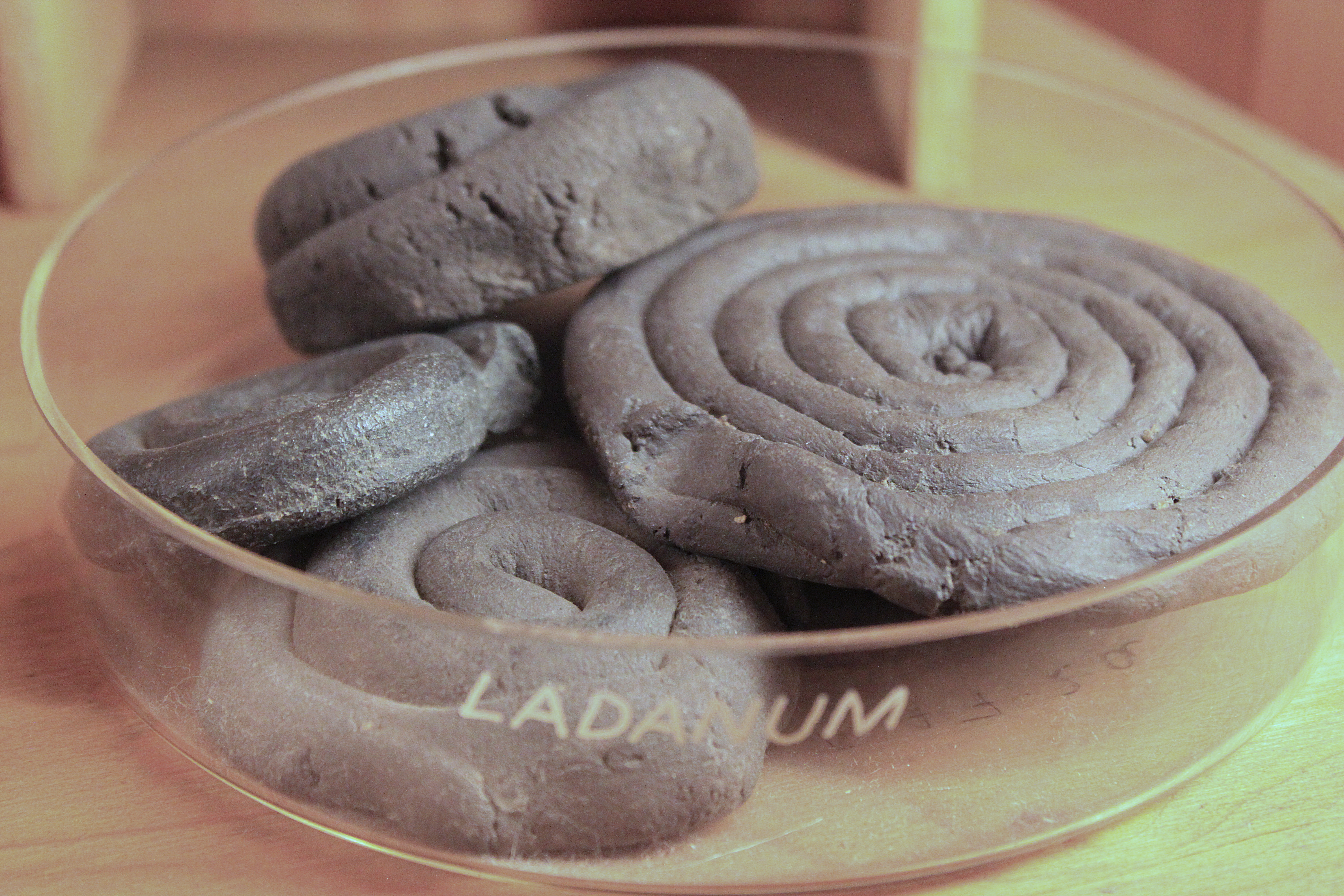
Espirais secas de ládano para usos médicos históricos

Nos tempos antigos, o ládano era coletado penteando as barbas e coxas de cabras e ovelhas que pastavam nos arbustos de esteva. Os instrumentos de madeira usados eram referidos na Creta do século XIX como ergastiri; um lambadistrion ("coletor de ládano") era um tipo de ancinho ao qual uma fileira dupla de tiras de couro era fixada em vez de dentes. Estes foram usados para varrer os arbustos e recolher a resina que depois foi extraída. Foi recolhido pelos pastores e vendido aos comerciantes costeiros. A resina foi usada como ingrediente para incenso, e medicinalmente para tratar resfriados, tosses, problemas menstruais e reumatismo.
O ládano foi produzido nas margens do Mediterrâneo na antiguidade. O livro de Gênesis contém duas menções do ládano sendo levado para o Egito de Canaã. A palavra lot (לט "resina") nestas duas passagens é geralmente interpretada como referindo-se ao ládano com base em cognatos semíticos.
Percy Newberry, um especialista no antigo Egito, especulou que a barba falsa usada por Osíris e faraós pode ter representado originalmente uma "barba de cabra carregada de ládano". Ele também argumentou que o cetro de Osíris, que geralmente é interpretado como um mangual ou um flabelo, era mais provavelmente um instrumento para coletar ládano semelhante ao usado na Creta do século XIX.
Alguns estudiosos, como Samuel Bochart, H.J. Abrahams, e Rabbi Saʻadiah ben Yosef Gaon (Saadia), 882–942, afirmam que o misterioso שחלת (ônica), um ingrediente do incenso sagrado (ketoret) mencionado na Torá (Êxodo 30:34), na verdade era ládano.

## Usos modernos
O ládano é produzido hoje principalmente para a indústria de perfumes. A resina bruta é geralmente extraída fervendo as folhas e galhos. Um absoluto também é obtido por extração com solvente. Um óleo essencial é produzido por destilação a vapor. A goma crua é uma massa perfumada preta ou às vezes marrom escura contendo até 20% ou mais de água. É plástico, mas não derramável, e torna-se quebradiço com o tempo. O absoluto é verde âmbar escuro e muito espesso à temperatura ambiente. A fragrância é mais refinada que a resina bruta. O odor é muito rico, complexo e tenaz. O ládano é muito valorizado na perfumaria por sua semelhança com o âmbar cinza, cujo uso foi proibido em muitos países por ser originário do cachalote, que é uma espécie ameaçada de extinção. O ládano é o principal ingrediente usado para fazer o aroma do âmbar na perfumaria. O odor do ládano é descrito como âmbar, animálico, doce, frutado, amadeirado, almíscar seco ou couro.